# Jeanne Dumaine
Pour les articles homonymes, voir Dumaine.
Ne doit pas être confondu avec Jeanne Dumée.
Jeanne Dumaine, née sous le nom complet de Jeanne Marie Lagleize le 19 mars 1886 dans le 13e arrondissement de Paris et morte le 3 janvier 1999 dans une maison de retraite médicalisée de Ballainvilliers, dans l'Essonne, est une supercentenaire française. Elle est morte à 112 ans et 290 jours, doyenne de France depuis le décès de Marie-Hélène Chanteperdrix le 9 mars 1998. Victime d'un accident vasculaire cérébral à l'âge de 108 ans, elle semble n'avoir jamais eu conscience de son statut. Sa successeure au titre de Française la plus âgée est Marie Brémont. 